# تعجر الفك
تعجر الفك وهو أحد أنواع الآفات المرتبطة بالعد الوردي، وهذه الحالة تتضمن انتفاخا في الذقن.:693
يتمضن العلاج استخدام مضادات حيوية فموية أو موضعية على شكل هلام أو كريم.